# 尼古拉·格爾斯

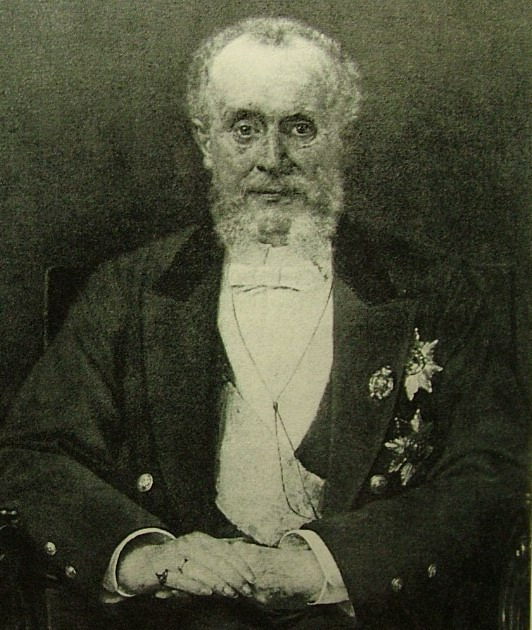
尼古拉·卡尔洛维奇·格尔斯

尼古拉·卡尔洛维奇·格尔斯（俄语：Никола́й Ка́рлович Гирс，1820年5月21日（9日）—1895年1月26日（14日）），是俄国的外交官，曾担任俄国外交大臣、驻埃及公使、驻伊朗公使、驻瑞士公使、驻瑞典公使。1879年8月17日，与崇厚签署《里瓦几亚条约》。1881年2月24日，与曾纪泽签署修订条约《伊犁條約》。